# Parafia St. Martin (Luizjana)
Parafia St. Martin (ang. St. Martin Parish) – parafia cywilna w stanie Luizjana w Stanach Zjednoczonych. Obszar całkowity parafii obejmuje powierzchnię 816,49 mil2 (2 114,71 km²). Według danych z 2010 r. parafia miała 52 160 mieszkańców. Parafia powstała w 1807 roku i nosi imię św. Marcina.

## Sąsiednie parafie
- Parafia St. Landry
- Parafia Pointe Coupee
- Parafia Assumption
- Parafia Iberia
- Parafia Iberville
- Parafia St. Mary
- Parafia Lafayette

## Miasta
- Breaux Bridge
- Henderson
- St. Martinville

## Wioski
- Parks

## CDP
- Cade
- Catahoula
- Cecilia